# Elisa von der Recke
Elisa von der Recke (født 20. maj 1754 i Schönberg i Hertugdømmet Kurland og Semgallen, død 13. april 1833 i Dresden i Kongeriget Sachsen) var en tyskbaltisk digterinde og datter af rigsgreve Friedrich von Medem.
Elisa von der Recke var født på godset Schönberg i Semgallen, og var stedsøster til hertuginde Dorothea af Kurland, og blev i 1771 gift med kammerherre Georg von der Recke, men skilt fra ham i 1776 og levede derpå i Mitau, hvor hun omgikkes Alessandro Cagliostro, Johann Caspar Lavater og Jung Stilling. Efter tabet af sin datter henfaldt hun i religionssværmeri, og bekendtskabet med Grev Cagliostro havde en uheldig indflydelse på hendes sindstilstand. Men et ophold i Østrig og Tyskland hjalp hende til atter at nå sjælelig ligevægt, og hun udgav den opsigtsvækkende bog "Der entlarvte Cagliostro" i Berlin i 1787, som Katharina 2. takkede hende for ved at skænke hende det kurlandske gods Pfalzgrafen. Senere levede hun mest i Dresden sammen med Tiedge. Hendes "Geistliche Lieder", som Johann Adam Hiller udgav i 1781, og "Gedichte", udgivet af Tiedge i 1806 og 1816. Hun øvede indflydelse på mange af århundredskiftets mænd ved sin åndfulde og begejstrende personlighed.
I 1804-06 opholdt hun sig i Italien og Rom sammen med Tiedge. Her stiftede hun bekendtskab med billedhuggeren Bertel Thorvaldsen, der udførte portrætbuster i marmor af hende (på Thorvaldsens Museum).